# サッカーベルギー代表
サッカーベルギー代表（サッカーベルギーだいひょう、オランダ語: Belgisch voetbalelftal, フランス語: Equipe de Belgique de football）は、ベルギーサッカー協会（KBVB / URBSFA）によって構成される、ベルギーのサッカーのナショナルチームである。愛称は「ベネルクスの赤い悪魔」。

## 歴史

### 1980年代 - 1990年代
ベルギー代表は、FIFAワールドカップには第1回ウルグアイ大会から3大会連続出場の実績を持つチームである。1980年代に入り、ヤン・クーレマンス、ジャン・マリー・プファフ、エリック・ゲレツらが台頭してから隆盛を迎えた。UEFA欧州選手権1980では、地元イタリアを抑えて決勝に進出し準優勝に輝く。1982 FIFAワールドカップでは、開幕戦でディエゴ・マラドーナらを擁する前回優勝国のアルゼンチンを1-0で破るという番狂わせを演じ、ワールドカップ出場6回目で初めてグループリーグを突破した。エンツォ・シーフォ、ジョルジュ・グルンらが加わった1986 FIFAワールドカップでは、欧州予選プレーオフで隣国でもあるオランダと対戦し、アウェイの第2戦でオランダの出場権獲得が迫っていた中で挙げた85分のゴールによってアウェイゴール・ルールでの突破を果たした。本大会でもグループリーグ3位と苦しみながらも決勝トーナメントに進出し、ソ連、スペインを立て続けに破って初のベスト4となる4位に躍進した。
その後も、ベルギー代表はシーフォらを中核に1990年、1994年、1998年と3大会連続で本大会出場を果たし、1990年と1994年大会ではベスト16に進出した。ちなみに、参加24ヶ国6グループ制だった時代に1990,1994と2大会連続で第1シード権を得るなどした。

### 2000年代 - 2020年代
UEFA欧州選手権ではUEFA EURO 2000をオランダと共催したが1勝2敗でグループリーグ敗退に終わり、FIFAワールドカップと欧州選手権で続いていた「開催国は必ず1次リーグを突破する」という伝統が初めて崩れた。2002 FIFAワールドカップではマルク・ヴィルモッツらを擁しベスト16に進出するがブラジルに敗れ世代交代に失敗、ベルギー代表もこの大会を最後にワールドカップ、欧州選手権共に予選敗退が続き、2010年にはFIFAランキング68位まで後退した。しかし、その後はユース世代の育成改革が成功するとエデン・アザール、ケヴィン・デ・ブライネ、ロメル・ルカクら黄金世代の選手が次々と現れ始め、国際大会でも優勝候補の一角と目され始めた。2013年10月11日、2014年ブラジルW杯欧州予選グループAで首位通過を決め、3大会ぶりにFIFAワールドカップへ出場することになった。本大会ではグループHに入り、3連勝で首位を通過すると、ラウンドオブ16では延長戦でアメリカに勝利し1986年大会以来、28年ぶりにベスト8へと進出した。準々決勝では、アルゼンチンの前に敗れた。
2015年11月5日付のFIFAランキングで、史上8ヶ国目の1位となった。UEFA EURO 2016では4大会ぶりに本大会へ出場し、ベスト8まで進出するも準々決勝でウェールズに敗れた。2018 FIFAワールドカップ・ヨーロッパ予選ではグループHで9勝1分け（総得点43点）という圧倒的な強さを見せ、欧州一番乗りで本大会の出場権を獲得した。本大会ではグループGを3戦全勝で首位を通過、決勝トーナメント1回戦では日本に3-2と大逆転勝ちを収めると、準々決勝ではブラジルを2-1で退けた。準決勝ではフランスと対戦して0-1で敗れはしたが、3位決定戦ではイングランドに2-0で勝利して強豪国ともほぼ互角に渡り合い、1986年大会を上回る3位に輝いた。また、1年延期されたUEFA EURO 2020では、グループリーグを3連勝で突破しながら準々決勝でイタリアに1-2で敗れ2大会連続で準々決勝で敗退した。
前回大会3位を超える初優勝を目指して挑んだ2022 FIFAワールドカップはグループFに入り、初戦で36年ぶりの本大会出場となるカナダと対戦した。カナダ戦をティボ・クルトゥワのPKストップやミシー・バチュアイのゴールで1-0で勝利したことにより、W杯のグループリーグでの連勝記録を最多タイの「8」にまで伸ばした。勝利すれば3大会連続の決勝トーナメント進出が決まるモロッコとの第2戦は、前半こそケヴィン・デ・ブライネ、トルガン・アザールを中心に押し込む展開を作るが73分にセットプレーから失点すると、終了間際にも追加点を奪われ0-2で敗れた。勝利以外ではグループステージで敗退の可能性が高い状況で挑んだ前回大会準優勝クロアチア戦でもなかなか得点を奪えず、後半にロメル・ルカクら攻撃的な選手を投入したものの、最後まで再三の決定機を生かすことができないままスコアレスで試合終了となり、グループステージ敗退となった。試合後の会見で、2016年からベルギーの代表監督を務めたロベルト・マルティネスが退任することを表明。さらにその数日後にはベルギー代表の黄金世代の1人であり、この大会にチームのキャプテンとして臨んだエデン・アザールが代表引退を表明した。
2023年2月8日、カタールW杯終了後に退任したロベルト・マルティネスの後任に、ドメニコ・テデスコが監督に就任。3月23日にはW杯終了後に代表引退したエデン・アザールの後任にケヴィン・デ・ブライネがキャプテンに就任した（ベルギーの副キャプテンにはティボー・クルトワとロメル・ルカクが選出されている）。
UEFA EURO 2024では、グループEに入り、初戦でスロバキア、第2戦でルーマニア、最終戦でウクライナと対戦する組み分けとなった。初戦のスロバキア戦では前半7分にイヴァン・シュランツに先制点を献上し、その後にロメル・ルカクが2度ネットを揺らすもVARによって得点が取り消される不運に見舞われ、0-1で敗れ歴史的金星を献上する形となってしまった。歴史的敗戦を喫した初戦から5日後のルーマニア戦は前半2分にユーリ・ティーレマンスのゴールで先制すると、80分には主将のケヴィン・デ・ブライネのゴールで2-0で勝利するも、2試合続けてルカクがネットを揺らしながらも得点が取り消される不運に遭った。勝利した方がグループステージ突破となる最終節のウクライナ戦では終始互いに決め手を欠き、スコアレスドローでグループ2位突破を決めた。
グループステージから5日後に行われたラウンド16は、2018年のロシアW杯・準決勝で0-1と惜敗したフランスと対戦した。終始攻められ続け得点を与えずに踏ん張っていたが、85分にヤン・フェルトンゲンがオウンゴールを献上し失点。そのまま0-1で敗れベスト16で大会を去ることとなった。VARが導入されて以降初めて3度も得点が取り消され、総得点数は2000年大会以来の2得点と決定力不足が露呈した。

## 成績

### FIFAワールドカップ
| 開催国 / 年 | 成績               | 試       | 勝       | 分       | 負       | 得       | 失       |
| ----------- | ------------------ | -------- | -------- | -------- | -------- | -------- | -------- |
| 1930        | グループリーグ敗退 | 2        | 0        | 0        | 2        | 0        | 4        |
| 1934        | 1回戦敗退          | 1        | 0        | 0        | 1        | 2        | 5        |
| 1938        | 1回戦敗退          | 1        | 0        | 0        | 1        | 1        | 3        |
| 1950        | 出場辞退           | 出場辞退 | 出場辞退 | 出場辞退 | 出場辞退 | 出場辞退 | 出場辞退 |
| 1954        | グループリーグ敗退 | 2        | 0        | 1        | 1        | 5        | 8        |
| 1958        | 予選敗退           | 予選敗退 | 予選敗退 | 予選敗退 | 予選敗退 | 予選敗退 | 予選敗退 |
| 1962        | 予選敗退           | 予選敗退 | 予選敗退 | 予選敗退 | 予選敗退 | 予選敗退 | 予選敗退 |
| 1966        | 予選敗退           | 予選敗退 | 予選敗退 | 予選敗退 | 予選敗退 | 予選敗退 | 予選敗退 |
| 1970        | グループリーグ敗退 | 3        | 1        | 0        | 2        | 4        | 5        |
| 1974        | 予選敗退           | 予選敗退 | 予選敗退 | 予選敗退 | 予選敗退 | 予選敗退 | 予選敗退 |
| 1978        | 予選敗退           | 予選敗退 | 予選敗退 | 予選敗退 | 予選敗退 | 予選敗退 | 予選敗退 |
| 1982        | 2次リーグ敗退      | 5        | 2        | 1        | 2        | 3        | 5        |
| 1986        | 4位                | 7        | 2        | 2        | 3        | 12       | 15       |
| 1990        | ベスト16           | 4        | 2        | 0        | 2        | 6        | 4        |
| 1994        | ベスト16           | 4        | 2        | 0        | 2        | 4        | 4        |
| 1998        | グループリーグ敗退 | 3        | 0        | 3        | 0        | 3        | 3        |
| 2002        | ベスト16           | 4        | 1        | 2        | 1        | 6        | 7        |
| 2006        | 予選敗退           | 予選敗退 | 予選敗退 | 予選敗退 | 予選敗退 | 予選敗退 | 予選敗退 |
| 2010        | 予選敗退           | 予選敗退 | 予選敗退 | 予選敗退 | 予選敗退 | 予選敗退 | 予選敗退 |
| 2014        | ベスト8            | 5        | 4        | 0        | 1        | 6        | 3        |
| 2018        | 3位                | 7        | 6        | 0        | 1        | 16       | 6        |
| 2022        | グループリーグ敗退 | 3        | 1        | 1        | 1        | 1        | 2        |
| 合計        | 出場14回           | 51       | 21       | 10       | 20       | 69       | 74       |

### UEFA欧州選手権
| 開催国 / 年 | 成績               | 試       | 勝       | 分       | 負       | 得       | 失       |
| ----------- | ------------------ | -------- | -------- | -------- | -------- | -------- | -------- |
| 1960        | 予選敗退           | 予選敗退 | 予選敗退 | 予選敗退 | 予選敗退 | 予選敗退 | 予選敗退 |
| 1964        | 予選敗退           | 予選敗退 | 予選敗退 | 予選敗退 | 予選敗退 | 予選敗退 | 予選敗退 |
| 1968        | 予選敗退           | 予選敗退 | 予選敗退 | 予選敗退 | 予選敗退 | 予選敗退 | 予選敗退 |
| 1972        | 3位                | 2        | 1        | 0        | 1        | 3        | 3        |
| 1976        | 予選敗退           | 予選敗退 | 予選敗退 | 予選敗退 | 予選敗退 | 予選敗退 | 予選敗退 |
| 1980        | 準優勝             | 4        | 1        | 2        | 1        | 4        | 4        |
| 1984        | グループリーグ敗退 | 3        | 1        | 0        | 2        | 4        | 8        |
| 1988        | 予選敗退           | 予選敗退 | 予選敗退 | 予選敗退 | 予選敗退 | 予選敗退 | 予選敗退 |
| 1992        | 予選敗退           | 予選敗退 | 予選敗退 | 予選敗退 | 予選敗退 | 予選敗退 | 予選敗退 |
| 1996        | 予選敗退           | 予選敗退 | 予選敗退 | 予選敗退 | 予選敗退 | 予選敗退 | 予選敗退 |
| 2000        | グループリーグ敗退 | 3        | 1        | 0        | 2        | 2        | 5        |
| 2004        | 予選敗退           | 予選敗退 | 予選敗退 | 予選敗退 | 予選敗退 | 予選敗退 | 予選敗退 |
| 2008        | 予選敗退           | 予選敗退 | 予選敗退 | 予選敗退 | 予選敗退 | 予選敗退 | 予選敗退 |
| 2012        | 予選敗退           | 予選敗退 | 予選敗退 | 予選敗退 | 予選敗退 | 予選敗退 | 予選敗退 |
| 2016        | ベスト8            | 5        | 3        | 0        | 2        | 9        | 5        |
| 2021        | ベスト8            | 5        | 4        | 0        | 1        | 9        | 3        |
| 2024        | ベスト16           | 4        | 1        | 1        | 2        | 2        | 2        |
| 合計        | 出場7回            | 26       | 12       | 3        | 11       | 33       | 30       |

### オリンピック
| 開催年 | 結果                                 | 試       | 勝       | 分       | 負       | 得       | 失       |
| ------ | ------------------------------------ | -------- | -------- | -------- | -------- | -------- | -------- |
| 1900   | 銅メダル                             | 1        | 0        | 0        | 1        | 2        | 6        |
| 1904   | 不参加                               | 不参加   | 不参加   | 不参加   | 不参加   | 不参加   | 不参加   |
| 1908   | 不参加                               | 不参加   | 不参加   | 不参加   | 不参加   | 不参加   | 不参加   |
| 1912   | 不参加                               | 不参加   | 不参加   | 不参加   | 不参加   | 不参加   | 不参加   |
| 1920   | 金メダル                             | 3        | 3        | 0        | 0        | 8        | 1        |
| 1924   | ベスト16                             | 1        | 0        | 0        | 1        | 1        | 8        |
| 1928   | ベスト8                              | 3        | 1        | 0        | 2        | 9        | 12       |
| 1936   | 不参加                               | 不参加   | 不参加   | 不参加   | 不参加   | 不参加   | 不参加   |
| 1948   | 不参加                               | 不参加   | 不参加   | 不参加   | 不参加   | 不参加   | 不参加   |
| 1952   | 不参加                               | 不参加   | 不参加   | 不参加   | 不参加   | 不参加   | 不参加   |
| 1956   | 不参加                               | 不参加   | 不参加   | 不参加   | 不参加   | 不参加   | 不参加   |
| 1960   | 不参加                               | 不参加   | 不参加   | 不参加   | 不参加   | 不参加   | 不参加   |
| 1964   | 不参加                               | 不参加   | 不参加   | 不参加   | 不参加   | 不参加   | 不参加   |
| 1968   | 不参加                               | 不参加   | 不参加   | 不参加   | 不参加   | 不参加   | 不参加   |
| 1972   | 不参加                               | 不参加   | 不参加   | 不参加   | 不参加   | 不参加   | 不参加   |
| 1976   | 不参加                               | 不参加   | 不参加   | 不参加   | 不参加   | 不参加   | 不参加   |
| 1980   | 予選敗退                             | 予選敗退 | 予選敗退 | 予選敗退 | 予選敗退 | 予選敗退 | 予選敗退 |
| 1984   | 予選敗退                             | 予選敗退 | 予選敗退 | 予選敗退 | 予選敗退 | 予選敗退 | 予選敗退 |
| 1988   | 不参加                               | 不参加   | 不参加   | 不参加   | 不参加   | 不参加   | 不参加   |
| 通算   | 最高成績 : 金メダル 18大会中/4回出場 | 8        | 4        | 0        | 4        | 11       | 25       |

## 現招集メンバー
UEFA EURO 2020と直前に行われる親善試合のギリシャ戦とクロアチア戦に向けて発表された26人のメンバー。監督はスペイン人のロベルト・マルティネス。キャップとゴール数は、2021年5月30日に行われたベラルーシ戦を反映したもの。
| No. | Pos. | 選手名                       | 生年月日（年齢）       | 出場数 | ゴール | 在籍クラブ                       |
| --- | ---- | ---------------------------- | ---------------------- | ------ | ------ | -------------------------------- |
|     | GK   | ティボ・クルトゥワ           | 1992年5月11日（29歳）  | 83     | 0      | レアル・マドリード               |
|     | GK   | シモン・ミニョレ             | 1988年3月6日（33歳）   | 30     | 0      | クラブ・ブルッヘ                 |
|     | GK   | マッツ・セルス               | 1992年2月26日（29歳）  | 0      | 0      | ストラスブール                   |
|     | DF   | ヤン・フェルトンゲン         | 1987年4月24日（34歳）  | 126    | 9      | ベンフィカ                       |
|     | DF   | トビー・アルデルヴェイレルト | 1989年3月2日（32歳）   | 107    | 5      | トッテナム・ホットスパー         |
|     | DF   | トーマス・フェルメーレン     | 1985年11月14日（35歳） | 79     | 2      | ヴィッセル神戸                   |
|     | DF   | トーマス・ムニエ             | 1991年9月12日（29歳）  | 46     | 7      | ボルシア・ドルトムント           |
|     | DF   | ジェイソン・デナイヤー       | 1995年6月28日（25歳）  | 23     | 1      | オリンピック・リヨン             |
|     | DF   | デドリック・ボヤタ           | 1990年11月28日（30歳） | 22     | 0      | ヘルタ・ベルリン                 |
|     | DF   | レアンデル・デンドンケル     | 1995年4月15日（26歳）  | 15     | 0      | アストン・ヴィラ                 |
|     | DF   | ティモシー・カスターニュ     | 1995年12月5日（25歳）  | 13     | 2      | レスター・シティ                 |
|     | MF   | アクセル・ヴィツェル         | 1989年1月12日（32歳）  | 110    | 10     | ボルシア・ドルトムント           |
|     | MF   | ケヴィン・デ・ブライネ       | 1991年6月28日（29歳）  | 80     | 21     | マンチェスター・シティ           |
|     | MF   | ナセル・シャドリ             | 1989年8月2日（31歳）   | 62     | 8      | イスタンブール・バシャクシェヒル |
|     | MF   | ヤニック・カラスコ           | 1993年9月4日（27歳）   | 44     | 6      | アトレティコ・マドリード         |
|     | MF   | ユーリ・ティーレマンス       | 1997年5月7日（24歳）   | 37     | 4      | レスター・シティ                 |
|     | MF   | トルガン・アザール           | 1993年3月29日（28歳）  | 33     | 5      | ボルシア・ドルトムント           |
|     | MF   | デニス・プラート             | 1994年5月14日（27歳）  | 10     | 1      | レスター・シティ                 |
|     | MF   | ハンス・ファナケン           | 1992年8月24日（28歳）  | 9      | 2      | クラブ・ブルッヘ                 |
|     | FW   | エデン・アザール             | 1991年1月7日（30歳）   | 106    | 32     | レアル・マドリード               |
|     | FW   | ドリース・メルテンス         | 1987年5月6日（34歳）   | 96     | 21     | ナポリ                           |
|     | FW   | ロメル・ルカク               | 1993年5月19日（28歳）  | 91     | 59     | ローマ                           |
|     | FW   | クリスティアン・ベンテケ     | 1990年12月3日（30歳）  | 39     | 16     | クリスタル・パレス               |
|     | FW   | ミシー・バチュアイ           | 1993年10月2日（27歳）  | 33     | 21     | クリスタル・パレス               |
|     | FW   | ジェレミー・ドク             | 2002年5月27日（19歳）  | 6      | 2      | マンチェスター・シティ           |
|     | FW   | レアンドロ・トロサール       | 1994年12月4日（26歳）  | 6      | 2      | アーセナル                       |

## 歴代記録

### 出場数ランキング
2025年7月10日時点
| 順位 | 名前                         | 出場 | 期間      |
| ---- | ---------------------------- | ---- | --------- |
| 1    | ヤン・フェルトンゲン         | 157  | 2007-2024 |
| 2    | アクセル・ヴィツェル         | 132  | 2008-     |
| 3    | トビー・アルデルヴァイレルト | 127  | 2009–2022 |
| 4    | エデン・アザール             | 126  | 2008-2022 |
| 5    | ロメル・ルカク               | 124  | 2010-     |
| 6    | ケヴィン・デ・ブライネ       | 111  | 2010–     |
| 7    | ドリース・メルテンス         | 109  | 2011-2022 |
| 8    | ティボ・クルトゥワ           | 103  | 2011-     |
| 9    | ヤン・クーレマンス           | 96   | 1977-1991 |
| 10   | ティミー・シモンス           | 94   | 2001-2016 |

### 得点数ランキング
2024年7月10日時点
| 順位 | 名前                       | 得点 | 期間      |
| ---- | -------------------------- | ---- | --------- |
| 1    | ロメル・ルカク             | 85   | 2010-     |
| 2    | エデン・アザール           | 33   | 2008-2022 |
| 3    | ベルナルド・ヴォールホーフ | 30   | 1928-1940 |
| 3    | ポール・ヴァン・ヒムスト   | 30   | 1960–1974 |
| 5    | マルク・ヴィルモッツ       | 28   | 1990-2002 |
| 5    | ケヴィン・デ・ブライネ     | 28   | 2010-     |
| 6    | ジョゼフ・メルマン         | 27   | 1945-1956 |
| 6    | ミシー・バチュアイ         | 27   | 2015-     |
| 8    | ロベルト・デ・フェーン     | 26   | 1906-1913 |
| 8    | レイモンド・ブライネ       | 26   | 1925–1939 |

## 歴代監督
- レイモン・ゲタルス 1968-1976
- ギー・ティス 1976-1989, 1990-1991
- ウォルター・ミューズ 1989-1990
- ポール・ヴァン・ヒムスト 1991-1996
- ヴィルフリード・ヴァン・ムール 1996
- ジョルジュ・レーケンス 1997-1999
- ロベール・ヴァサイジュ 1999-2002
- エメ・アンテュニス 2002-2005
- レネ・ヴァンデレイケン 2006-2009
- フランキー・ベルコーテレン 2009
- ディック・アドフォカート 2009-2010
- ジョルジュ・レーケンス 2010-2012
- マルク・ヴィルモッツ 2012-2016
- ロベルト・マルティネス 2016-2022
- ドメニコ・テデスコ 2023-2025
- リュディ・ガルシア 2025-

## 歴代選手
| - ジャン・マリー・プファフ - ミシェル・プロドーム - シルヴィオ・プロト - ローガン・バイリー - ティボ・クルトゥワ - シモン・ミニョレ - マッツ・セルス | - エリック・ゲレツ - レオ・クライシュテルス - ジョルジュ・グルン - フランキー・ヴァン・デル・エルスト - フィリップ・アルベール - ロレンツォ・スターレンス - ペーター・ファン・デル・ヘイデン - ダニエル・ファン・ブイテン - リッチー・デ・ラエト - ティミー・シモンス - イェーレ・ファン・ダンメ - アントニー・ヴァンデン・ボーレ - ヴァンサン・コンパニ - トーマス・フェルメーレン - ヤン・フェルトンゲン - トビー・アルデルヴェイレルト - ジョルダン・ルカク - トーマス・ムニエ | - ポール・ヴァン・ヒムスト - ヤン・クーレマンス - エンツォ・シーフォ - ダニー・ボッファン - ヨハン・ワレム - バルト・ホール - ベルント・タイス - ガビ・ムディンガイ - ギヨーム・ジレ - ムサ・デンベレ - スティーヴン・ドフール - ラジャ・ナインゴラン - ナセル・シャドリ - ヤニック・カラスコ - セバスティアン・ポコニョーリ - トルガン・アザール - アドナン・ヤヌザイ - エデン・アザール - マルアン・フェライニ - ケヴィン・デ・ブライネ - アクセル・ヴィツェル - ユーリ・ティーレマンス | - フランキー・ベルコーテレン - エルウィン・ヴァンデンベルグ - マルク・デグリース - ルク・ニリス - マルク・ヴィルモッツ - ルイス・オリヴェイラ - エミール・ムペンザ - ムボ・ムペンザ - ヴェスレイ・ソンク - トム・デ・ステル - ケヴィン・ミララス - ロメル・ルカク - ドリース・メルテンス - クリスティアン・ベンテケ - ディヴォック・オリジ - ミシー・バチュアイ |